# Historia postal de la Isla de Man

Bandera de la Isla de Man.

Mapa de la Isla de Man.

En la historia postal de la Isla de Man, se separaban (desde el 5 de julio de 1973) el período de funcionamiento del correo británico (1765-1973) y el período post independencia.
Al presente el operador postal de la isla de Man es la oficina postal Isle of Man (del inglés: Isle of Man Post), Correos de Isla de Man; en manés: Post Ellan Vannin; en el pasado en inglés: Isle de Man Post Office.
La primera cancelación manual apareció en 1767. Sobre la correspondencia se colocaban las estampillas impresas, típica de las provincias británicas, con la inscripción “isla Man” (isle of Man). En el período de 1832 a 1840 en la isla operaba “the penny-mail”. Sus departamentos se ubicaban en Douglas, Castletown.
A comienzo de 1844 en Douglas se usaba un timbre matasellos y con la imagen de la cruz de Malta con la designación digital 407, en 1851 los códigos 036 y 037 fueron designados para las ciudades de Ramsey y Castletown.
Los sellos postales con diseños propios de Isle of Man fueron emitidos por primera vez en 1971 como una variante de los diseños de Machin, desde 1973 han sido las únicas estampillas en la isla, y no tienen validez como franqueo en UK u otra parte. 
Se han tornado populares los sellos de la “Isla de Man” entre los coleccionistas de todo el mundo.
Es la primera en emitir sellos sobre El Señor de los Anillos.